# العلاقات البليزية السنغافورية
العلاقات البليزية السنغافورية هي العلاقات الثنائية التي تجمع بين بليز وسنغافورة.

## مقارنة بين البلدين
هذه مقارنة عامة ومرجعية للدولتين:
| وجه المقارنة                                              | بليز         | سنغافورة                                                             |
| --------------------------------------------------------- | ------------ | -------------------------------------------------------------------- |
| المساحة (كم2)                                             | 22.97 ألف    | 719                                                                  |
| عدد السكان (نسمة)                                         | 374.68 ألف   | 5.89 مليون                                                           |
| الكثافة السكانية (ن./كم²)                                 | 16.31        | 819.19 ألف                                                           |
| العاصمة                                                   | بلموبان      | سنغافورة                                                             |
| اللغة الرسمية                                             | لغة إنجليزية | لغة إنجليزية، اللغة الملايو، اللغة الصينية القياسية، اللغة التاميلية |
| العملة                                                    | دولار بليزي  | دولار سنغافوري                                                       |
| الناتج المحلي الإجمالي (بليون دولار)                      | 1.84 مليار   | 323.91 مليار                                                         |
| الناتج المحلي الإجمالي (تعادل القوة الشرائية) بليون دولار | 3.05 مليار   | 472.59 مليار                                                         |
| الناتج المحلي الإجمالي الاسمي للفرد دولار أمريكي          | 4.88 ألف     | 52.89 ألف                                                            |
| الناتج المحلي الإجمالي للفرد دولار أمريكي                 | 8.42 ألف     | 82.76 ألف                                                            |
| مؤشر التنمية البشرية                                      | 0.715        | 0.925                                                                |
| رمز المكالمات الدولي                                      | +501         | +65                                                                  |
| رمز الإنترنت                                              | .bz          | .sg                                                                  |
| المنطقة الزمنية                                           | 00           | ت ع م+08:00، توقيت سنغافورة المنسق ‏                                  |

## منظمات دولية مشتركة
يشترك البلدان في عضوية مجموعة من المنظمات الدولية، منها:
| علم المنظمة | اسم المنظمة                        | تاريخ انضمام بليز | تاريخ انضمام سنغافورة |
| ----------- | ---------------------------------- | ----------------- | --------------------- |
|             | مؤسسة التنمية الدولية              | 19 مارس 1982      | 27 سبتمبر 2002        |
|             | يونسكو                             | 10 مايو 1982      | 8 أكتوبر 2007         |
|             | وكالة ضمان الاستثمار متعدد الأطراف | 29 يونيو 1992     | 24 فبراير 1998        |
|             | الأمم المتحدة                      | 25 سبتمبر 1981    | 21 سبتمبر 1965        |
|             | دول الكومنولث                      | ?                 | ?                     |
|             | الاتحاد البريدي العالمي            | ?                 | ?                     |
|             | البنك الدولي للإنشاء والتعمير      | 19 مارس 1982      | 3 أغسطس 1966          |
|             | الاتحاد الدولي للاتصالات           | 16 ديسمبر 1981    | 22 أكتوبر 1965        |
|             | منظمة حظر الأسلحة الكيميائية       | ?                 | ?                     |
|             | مؤسسة التمويل الدولية              | 19 مارس 1982      | 4 سبتمبر 1968         |
|             | منظمة التجارة العالمية             | ?                 | ?                     |
|             | تحالف الدول الجزرية الصغيرة        | ?                 | ?                     |
|             | منظمة الشرطة الجنائية الدولية      | ?                 | ?                     |

## وصلات خارجية
- موقع وزارة الخارجية البليزية
- موقع وزارة الخارجية السنغافورية